# Bob Hoskins
Robert William "Bob" Hoskins, Jr. (26. října 1942 Bury St. Edmunds, Suffolk, Anglie – 29. dubna 2014 Londýn) byl anglický herec.
Tento herec malé a obloustlé postavy s pleší vynikal zejména jakožto herec charakterních a dramatických rolí. V roce 2012 mu byla diagnostikována Parkinsonova nemoc. Zemřel 29. dubna 2014 na zápal plic.
Po babičce je romského původu. Nedokončil střední školu z důvodu dyslexie a vystřídal řadu manuálních zaměstnání, pracoval i v izraelském kibucu Zikim, odmítl však vstoupit do armády a utekl k beduínům. Od roku 1968 hrál v různých divadlech a začal dostávat i menší role v televizi, prvním velkým úspěchem byla roku 1980 hlavní role gangstera ve filmu Dlouhý Velký pátek. Za film Mona Lisa obdržel cenu pro nejlepšího herce na festivalu v Cannes, Cenu BAFTA za nejlepší mužský herecký výkon v hlavní roli a Zlatý glóbus, byl také nominován na Oscara, kterého ale dostal Paul Newman za roli v Barvě peněz. Také režíroval filmy The Raggedy Rawney (1988) a Rainbow (1996) a jednu epizodu v povídkovém filmu Tube Tales (1999). Za roli v seriálu The Street obdržel mezinárodní Cenu Emmy.
Hlásil se k politické levici a tvrdě kritizoval Tonyho Blaira, který podle něj nadělal víc škody než Margaret Thatcherová.
Měl čtyři děti, dcera Rosa Hoskinsová je rovněž herečka.

## Filmografie
- 2012 Sněhurka a lovec (Muir)
- 2010 Made in Dagenham (Albert)
- 2009 Vánoční koleda (pan Fezziwig)
- 2008 Soudný den (Bill Nelson)
- 2007 Psanec
- 2006 Skandál v Hollywoodu (Eddie Mannix)
- 2006 Paříži, miluji tě (Bob Leander, část Pigalle)
- 2006 Garfield 2 (pouze hlas)
- 2005 Maska Junior
- 2005 Utržený ze řetězu
- 2005 Hranice života (Leon Patterson)
- 2004 Jarmark marnosti (Pitt Crawley)
- 2004 Za mořem (Charlie Maffia)
- 2003 Se slovníkem v posteli (Henry)
- 2003 Lví doupě (Darius Paskevic)
- 2002 Krásná pokojská (Lionel Bloch)
- 2001 Nepřítel před branami (Nikita Sergejevič Chruščov)
- 2001 Poslední přání / Smrt Jacka Doddse (Ray Johnson)
- 2001 Ztracený svět (TV) (profesor George Challenger)
- 1999 David Copperfield (TV) (Micawber)
- 1998 Madam Bette (Cesar Crevel)
- 1997 Den co den (Alan Darcy)
- 1996 Michael (Vartan Malt)
- 1996 Bomba pro Greenwich / Tajný Agent (Verloc)
- 1995 Nixon (J. Edgar Hoover)
- 1995 Balto (pouze hlas)
- 1993 Super Mario Bros. (Mario Mario)
- 1992 Náš milý nebožtík (Johnny Scanlan)
- 1992 Modrý led (Sam Garcia)
- 1991 Hook (Smee)
- 1990 Mořské panny (Lou Landsky)
- 1988 Falešná hra s králíkem Rogerem (Eddie Valiant)
- 1987 Modlitba za umírající (Michael Da Costa)
- 1986 Mona Lisa (George)
- 1986 Sladká svoboda (Stanley Gould)
- 1985 Brazil (Spoor)
- 1984 Cotton Club (Owney Madden)
- 1982 Pink Floyd: The Wall (manažer)
- 1980 Dlouhý Velký pátek (Harold Shand)